# Stenasellus migiurtinicus
Stenasellus migiurtinicus är en kräftdjursart som beskrevs av Messana, Chelazzi och Lanza 1974. Stenasellus migiurtinicus ingår i släktet Stenasellus och familjen Stenasellidae. Inga underarter finns listade i Catalogue of Life.